# Calcio Como 2011-2012
Questa voce raccoglie le informazioni riguardanti il Calcio Como nelle competizioni ufficiali della stagione 2011-2012.

## Stagione
Nella stagione 2011-2012 il Como ha concorso in tre competizioni ufficiali:
- Lega Pro Prima Divisione: 13º classificato nel girone A.
- Coppa Italia: eliminato nel primo turno dal Prato.
- Coppa Italia Lega Pro: eliminato nel primo turno della prima fase a eliminazione diretta dal Lecco.

## Divise e sponsor
Lo sponsor tecnico per la stagione 2011-2012 è Legea, mentre lo sponsor ufficiale è Enerxenia che, a partire dal girone di ritorno, viene affiancato anche da J-Teck3. La prima divisa è una maglia azzurra, la divisa di riserva è bianca, mentre la terza divisa è granata con un V azzurra.
| Casa | Trasferta | Terza divisa | 105 anni | 105 anni portiere |

## Organigramma societario
Area direttiva
- Presidente: Antonio Di Bari (fino al 5 novembre 2011), Amilcare Rivetti (dal 5 novembre 2011)
- Vicepresidente: Amilcare Rivetti (fino al 5 novembre 2011)

Area tecnica
- Allenatore: Ernestino Ramella (fino al 17 gennaio 2012 e dal 14 marzo 2012), Giuseppe Manari (dal 17 gennaio 2012 al 17 febbraio 2012), Vincenzo Chiarenza (dal 17 febbraio 2012 al 14 marzo 2012)
- Allenatore in seconda: Enzo Villa (fino al 7 dicembre 2011), Giuseppe Manari (dal 7 dicembre 2011 al 17 gennaio 2012)
- Preparatore dei portieri: Marcello Baracco
- Preparatore atletico: Stefano Faletti (fino al 17 gennaio 2012), Paolo Vittori (fino al 17 gennaio 2012), Claudio Amilcare (dal 17 gennaio 2012)

Area sanitaria
- Medico sociale: Alberto Giughello, Paolo Mascetti
- Fisioterapista: Pietro Lovati
- Massaggiatore: Nicola Messina, poi Federico Polimene

## Risultati

### Lega Pro Prima Divisione

#### Girone di andata
| Arbitro: | Cifelli (Campobasso) |

|           |           |  |
| Diogo 90’ | Marcatori |  |

| Arbitro: | Dei Giudici (Latina) |

|                |           |                                          |
| Cardarelli 58’ | Marcatori | 31’ Lewandowski 90’ (rig.) Al. Filippini |

| Arbitro: | Soricaro (Barletta) |

|                                 |           |                          |
| Al. Filippini 17’, 45+1’ (rig.) | Marcatori | 3’ Ginestra 78’ Scappini |

| Arbitro: | Merlino (Udine) |

|                      |           |                                                  |
| Alessi 67’ Gurma 76’ | Marcatori | 8’ Urbano 11’ Toledo 51’ Al. Filippini 53’ Diogo |

| Como 3 ottobre 2011, ore 20:45 CEST 5ª giornata | Como                  | 0 – 0 referto | Foggia | Stadio Giuseppe Sinigaglia (circa 2.600 spett.)\| Arbitro: \| Intagliata (Siracusa) \| |
| Arbitro:                                        | Intagliata (Siracusa) |               |        |                                                                                        |

| Arbitro: | De Benedictis (Bari) |

|  |           |                        |
|  | Marcatori | 28’ Melara 60’ Agnelli |

| Arbitro: | Coccia (San Benedetto del Tronto) |

|               |           |  |
| Buscaroli 35’ | Marcatori |  |

| Arbitro: | Pairetto (Nichelino) |

|                      |           |                    |
| Ciotola 39’ Ripa 60’ | Marcatori | 65’ (rig.) Pintori |

| Arbitro: | Bellotti (Verona) |

|              |           |                                  |
| Scardina 81’ | Marcatori | 11’ (rig.) Al. Filippini 26’ Som |

| Arbitro: | Mangialardi (Pistoia) |

|          |           |                       |
| Ripa 37’ | Marcatori | 19’ Chimenti 43’ Teso |

| Arbitro: | Saia (Palermo) |

|                                          |           |             |
| Guazzo 4’ Rantier 16’ (rig.) Girardi 81’ | Marcatori | 90+2’ Diogo |

| Arbitro: | Bindoni (Venezia) |

|             |           |  |
| Ciotola 62’ | Marcatori |  |

| Arbitro: | Manganiello (Pinerolo) |

|                             |           |                                               |
| Millesi 64’ Zigoni 72’, 88’ | Marcatori | 16’ Ripa 52’ (rig.), 75’ (rig.) Al. Filippini |

| Arbitro: | Verdenelli (Foligno) |

|                         |           |            |
| Ciotola 37’ Doumbia 89’ | Marcatori | 57’ Fasano |

| Arbitro: | Peretti (Verona) |

|                |           |                   |
| Colacone 90+4’ | Marcatori | 80’ Al. Filippini |

| Arbitro: | Todaro (Palermo) |

|                     |           |                |
| Urbano 3’ Diogo 72’ | Marcatori | 57’ Gasparetto |

| Arbitro: | Aureliano (Bologna) |

|                         |           |           |
| Carcuro 30’ Litteri 57’ | Marcatori | 40’ Diogo |

#### Girone di ritorno
| Arbitro: | Roca (Foggia) |

|                                |           |  |
| Zullo 6’ (aut.) Bencivenga 24’ | Marcatori |  |

| Arbitro: | Abisso (Palermo) |

|                      |           |                         |
| Diogo 12’ Toledo 17’ | Marcatori | 33’ Coresi 82’ Caturano |

| Arbitro: | Abbattista (Molfetta) |

|                          |           |  |
| Ginestra 8’ Corsetti 85’ | Marcatori |  |

| Arbitro: | Ros (Pordenone) |

|                |           |                      |
| Bardelloni 34’ | Marcatori | 58’ Iraci 74’ Alessi |

| Arbitro: | Martinelli (Roma) |

|               |           |                        |
| Venitucci 11’ | Marcatori | 13’ Paonessa 74’ Diogo |

| Arbitro: | Zivelli (Torre Annunziata) |

|                               |           |          |
| Fortunato 61’ Arma 69’ (rig.) | Marcatori | 83’ Ripa |

| Arbitro: | Illuzzi (Molfetta) |

|             |           |                         |
| Paonessa 6’ | Marcatori | 29’ Tulli 87’ Strizzolo |

| Arbitro: | Soricaro (Barletta) |

|                    |           |  |
| Pintori 86’ (rig.) | Marcatori |  |

| Arbitro: | Sacchi (Macerata) |

|          |           |                              |
| Ripa 51’ | Marcatori | 39’ Cristiani 82’ Berardocco |

| Arbitro: | De Meo (Foggia) |

|                       |           |            |
| A. Dionisi 76’ (rig.) | Marcatori | 42’ Toledo |

| Arbitro: | La Penna (Roma) |

|             |           |                  |
| Diogo 90+2’ | Marcatori | 34’ L. Chiaretti |

| Arbitro: | Pezzuto (Lecce) |

|            |           |  |
| Concas 18’ | Marcatori |  |

| Arbitro: | Giorgetti (Cesena) |

|                 |           |  |
| Ripa 15’ (rig.) | Marcatori |  |

| Arbitro: | Oliveri (Palermo) |

|                            |           |               |
| Verruschi 29’ Statella 58’ | Marcatori | 90+2’ Doumbia |

| Arbitro: | Marini (Roma) |

|  |           |              |
|  | Marcatori | 30’ Colacone |

| Arbitro: | Losito (Pesaro) |

|                           |           |                      |
| Baraye 11’ F. Ferrari 20’ | Marcatori | 42’ Ripa 90+4’ Diniz |

| Como 6 maggio 2012, ore 15:00 CEST 34ª giornata | Como              | 0 – 0 referto | Ternana | Stadio Giuseppe Sinigaglia (1.387 spett.)\| Arbitro: \| Penno (Nichelino) \| |
| Arbitro:                                        | Penno (Nichelino) |               |         |                                                                              |

### Coppa Italia
| Arbitro: | Minelli (Varese) |

|                  |           |                                |
| Lamma 76’ (aut.) | Marcatori | 13’ Patacchiola 23’ Silva Reis |

### Coppa Italia Lega Pro
| Arbitro: | Minelli (Varese) |

|                                |           |                                                 |
| Ischia 45+1’ Fabbro 77’, 90+1’ | Marcatori | 37’ (rig.) Lewandowski 51’ (rig.) Al. Filippini |

## Statistiche

### Statistiche di squadra
| Competizione             | Punti | In casa | In casa | In casa | In casa | In casa | In casa | In trasferta | In trasferta | In trasferta | In trasferta | In trasferta | In trasferta | Totale | Totale | Totale | Totale | Totale | Totale | DR  |
| Competizione             | Punti | G       | V       | N       | P       | Gf      | Gs      | G            | V            | N            | P            | Gf           | Gs           | G      | V      | N      | P      | Gf     | Gs     | DR  |
| ------------------------ | ----- | ------- | ------- | ------- | ------- | ------- | ------- | ------------ | ------------ | ------------ | ------------ | ------------ | ------------ | ------ | ------ | ------ | ------ | ------ | ------ | --- |
| Lega Pro Prima Divisione | 36    | 17      | 6       | 5       | 6       | 18      | 19      | 17           | 4            | 4            | 9            | 21           | 28           | 34     | 10     | 9      | 15     | 39     | 47     | -8  |
| Coppa Italia             | -     | 1       | 0       | 0       | 1       | 1       | 2       | 0            | 0            | 0            | 0            | 0            | 0            | 1      | 0      | 0      | 1      | 1      | 2      | -1  |
| Coppa Italia Lega Pro    | -     | 0       | 0       | 0       | 0       | 0       | 0       | 1            | 0            | 0            | 1            | 2            | 3            | 1      | 0      | 0      | 1      | 2      | 3      | -1  |
| Totale                   | -     | 18      | 6       | 5       | 7       | 19      | 21      | 18           | 4            | 4            | 10           | 23           | 31           | 36     | 10     | 9      | 17     | 42     | 52     | -10 |

### Statistiche dei giocatori
Sono in corsivo i calciatori che hanno lasciato la società durante la stagione.
| Giocatore      | Lega Pro Prima Divisione | Lega Pro Prima Divisione | Lega Pro Prima Divisione | Lega Pro Prima Divisione | Coppa Italia | Coppa Italia | Coppa Italia | Coppa Italia | Coppa Italia Lega Pro | Coppa Italia Lega Pro | Coppa Italia Lega Pro | Coppa Italia Lega Pro | Totale   | Totale | Totale      | Totale     |
| Giocatore      | Presenze                 | Reti                     | Ammonizioni              | Espulsioni               | Presenze     | Reti         | Ammonizioni  | Espulsioni   | Presenze              | Reti                  | Ammonizioni           | Espulsioni            | Presenze | Reti   | Ammonizioni | Espulsioni |
| -------------- | ------------------------ | ------------------------ | ------------------------ | ------------------------ | ------------ | ------------ | ------------ | ------------ | --------------------- | --------------------- | --------------------- | --------------------- | -------- | ------ | ----------- | ---------- |
| C. Ambrosini   | 11                       | 0                        | 3                        | 0                        | 1            | 0            | 1            | 0            | 1                     | 0                     | 1                     | 0                     | 13       | 0      | 5           | 0          |
| A. Ardito      | 26                       | 0                        | 8                        | 1                        | 1            | 0            | 1            | 0            | 1                     | 0                     | 0                     | 0                     | 28       | 0      | 9           | 1          |
| M. Asiedu      | 0                        | 0                        | 0                        | 0                        | 1            | 0            | 0            | 0            | 0                     | 0                     | 0                     | 0                     | 1        | 0      | 0           | 0          |
| E. Bardelloni  | 16                       | 1                        | 4                        | 0                        | 0            | 0            | 0            | 0            | 1                     | 0                     | 0                     | 0                     | 17       | 1      | 4           | 0          |
| F. Bellitta    | 2                        | 0                        | 1                        | 0                        | 1            | 0            | 0            | 0            | 1                     | 0                     | 0                     | 0                     | 4        | 0      | 1           | 0          |
| N. Ciotola     | 31                       | 3                        | 0                        | 0                        | 0            | 0            | 0            | 0            | 0                     | 0                     | 0                     | 0                     | 31       | 3      | 0           | 0          |
| A. Conti       | 0                        | -0                       | 0                        | 0                        | 0            | -0           | 0            | 0            | 1                     | -3                    | 0                     | 0                     | 1        | -3     | 0           | 0          |
| C. Conti       | 6                        | 0                        | 1                        | 1                        | 0            | 0            | 0            | 0            | 0                     | 0                     | 0                     | 0                     | 6        | 0      | 1           | 1          |
| M. Diniz       | 26                       | 1                        | 8                        | 1                        | 0            | 0            | 0            | 0            | 1                     | 0                     | 0                     | 0                     | 27       | 1      | 8           | 1          |
| A. Doumbia     | 11                       | 2                        | 2                        | 0                        | 1            | 0            | 0            | 0            | 1                     | 0                     | 0                     | 0                     | 13       | 2      | 2           | 0          |
| S. Fautario    | 0                        | 0                        | 0                        | 0                        | 1            | 0            | 1            | 0            | 0                     | 0                     | 0                     | 0                     | 1        | 0      | 1           | 0          |
| D. Ferrari     | 0                        | 0                        | 0                        | 0                        | 1            | 0            | 0            | 0            | 0                     | 0                     | 0                     | 0                     | 1        | 0      | 0           | 0          |
| A. Filippini   | 17                       | 8                        | 3                        | 1                        | 1            | 0            | 0            | 0            | 1                     | 1                     | 0                     | 0                     | 19       | 9      | 3           | 1          |
| L. Filosa      | 6                        | 0                        | 1                        | 0                        | 0            | 0            | 0            | 0            | 0                     | 0                     | 0                     | 0                     | 6        | 0      | 1           | 0          |
| D. Ghidotti    | 23                       | 0                        | 6                        | 2                        | 0            | 0            | 0            | 0            | 0                     | 0                     | 0                     | 0                     | 23       | 0      | 6           | 2          |
| M. Giambruno   | 27                       | -35                      | 2                        | 0                        | 1            | -2           | 0            | 0            | 0                     | -0                    | 0                     | 0                     | 28       | -37    | 2           | 0          |
| G. Imburgia    | 3                        | 0                        | 0                        | 0                        | 0            | 0            | 0            | 0            | 0                     | 0                     | 0                     | 0                     | 3        | 0      | 0           | 0          |
| M. Lewandowski | 14                       | 1                        | 3                        | 2                        | 1            | 0            | 0            | 0            | 1                     | 1                     | 0                     | 0                     | 16       | 2      | 3           | 2          |
| L. Lulli       | 22                       | 0                        | 5                        | 0                        | 0            | 0            | 0            | 0            | 0                     | 0                     | 0                     | 0                     | 22       | 0      | 5           | 0          |
| U. Miello      | 4                        | 0                        | 0                        | 0                        | 1            | 0            | 0            | 0            | 1                     | 0                     | 0                     | 0                     | 6        | 0      | 0           | 0          |
| T. Nieddu      | 3                        | 0                        | 1                        | 0                        | 0            | 0            | 0            | 0            | 1                     | 0                     | 0                     | 0                     | 4        | 0      | 1           | 0          |
| C. Palumbo     | 6                        | 0                        | 1                        | 0                        | 0            | 0            | 0            | 0            | 0                     | 0                     | 0                     | 0                     | 6        | 0      | 1           | 0          |
| G. Paonessa    | 7                        | 2                        | 1                        | 1                        | 0            | 0            | 0            | 0            | 0                     | 0                     | 0                     | 0                     | 7        | 2      | 1           | 1          |
| F. Ripa        | 22                       | 7                        | 7                        | 1                        | 0            | 0            | 0            | 0            | 0                     | 0                     | 0                     | 0                     | 22       | 7      | 7           | 1          |
| R. Romani      | 0                        | 0                        | 0                        | 0                        | 1            | 0            | 0            | 0            | 0                     | 0                     | 0                     | 0                     | 1        | 0      | 0           | 0          |
| G. Romano      | 5                        | 0                        | 0                        | 0                        | 0            | 0            | 0            | 0            | 0                     | 0                     | 0                     | 0                     | 5        | 0      | 0           | 0          |
| S. Salvi       | 28                       | 0                        | 11                       | 1                        | 0            | 0            | 0            | 0            | 0                     | 0                     | 0                     | 0                     | 28       | 0      | 11          | 1          |
| D. Scavetta    | 0                        | 0                        | 0                        | 0                        | 1            | 0            | 0            | 0            | 0                     | 0                     | 0                     | 0                     | 1        | 0      | 0           | 0          |
| T. Som         | 28                       | 1                        | 5                        | 0                        | 0            | 0            | 0            | 0            | 0                     | 0                     | 0                     | 0                     | 28       | 1      | 5           | 0          |
| D. Tavares     | 31                       | 8                        | 7                        | 1                        | 0            | 0            | 0            | 0            | 1                     | 0                     | 0                     | 0                     | 32       | 8      | 7           | 1          |
| R. Toledo      | 24                       | 3                        | 5                        | 1                        | 0            | 0            | 0            | 0            | 0                     | 0                     | 0                     | 0                     | 24       | 3      | 5           | 1          |
| N. Tonetto     | 0                        | 0                        | 0                        | 0                        | 0            | 0            | 0            | 0            | 0                     | 0                     | 0                     | 0                     | 0        | 0      | 0           | 0          |
| D. Twardzik    | 7                        | -12                      | 0                        | 0                        | 0            | -0           | 0            | 0            | 0                     | 0                     | 0                     | 0                     | 7        | -12    | 0           | 0          |
| O. Urbano      | 31                       | 2                        | 8                        | 0                        | 1            | 0            | 0            | 0            | 0                     | 0                     | 0                     | 0                     | 32       | 2      | 8           | 0          |
| B. Vicente     | 16                       | 0                        | 0                        | 0                        | 0            | 0            | 0            | 0            | 1                     | 0                     | 1                     | 0                     | 17       | 0      | 1           | 0          |
| W. Zullo       | 16                       | 0                        | 4                        | 1                        | 0            | 0            | 0            | 0            | 1                     | 0                     | 1                     | 0                     | 17       | 0      | 5           | 1          |